# Сарішвілі Наскід Григорович
Наскід Григорович Сарішві́лі (нар. 13 листопада 1927, Тифліс — пом. 9 березня 2002) — російський вчений у галузі мікробіології, біохімії і технології виробництва Радянського шампанського. Доктор технічних наук з 1982 року, професор з 1984 року, академік Всесоюзної академії сільськогосподарських наук імені Леніна з 1991 року.

## Біографія
Народився 13 листопада 1927 року у місті Тифлісі (тепер Тбілісі, Грузія). 1952 року закінчив Московський технологічних інститут харчової промисловості. Член ВКП(б) з 1956 року. Протягом 1952—1964 років працював на виробництві:
- з 1952 по 1954 рік — начальником лікеро-дріжджового цеху, цеху шампанізації Ризького заводу шампанських вин;
- з 1954 по 1956 рік — начальником біохімічного цеху, головним шампаністом Тбіліського заводу шампанських вин;
- з 1956 по 1964 рік — головним інженером Київського заводу шампанських вин[1].

У 1964—1966 роках — доцент кафедри виноробства Всесоюзного заочного інституту харчової промисловості. Протягом 1966—1969 років був головним шампаністом Управління виноробної промисловості Міністерства харчової промисловості СРСР. З 1969 року в Московській філії Всесоюзного науково-дослідного інституту виноробства і виноградарства «Магарач»: по 1972 рік очолював сектор, у 1973—1984 роках — галузеву науково-дослідну лабораторію технології ігристих вин, з 1984 по 1986 рік — директор.
Протягом 1986—2002 років — генеральний директор Науково-виробничого об'єднання напоїв і мінеральних вод Всесоюзної академії сільськогосподарських наук, директор Всеросійського науково-дослідгного інституту пивоварної, безалкогольної та виноробної промисловості, одночасно у 1990—1991 роках виконував обов'язки академіка-секретаря Відділення з переробки та зберігання продукції рослинництва Всесоюзної академії сільськогосподарських наук. Помер 9 березня 2002 року.

## Наукова діяльність
Основні напрямки наукових досліджень: розробка і промислове освоєння технології Радянського шампанского безперервним способом, розробка наукових основ регулювання мікробіологічно процесів технології Радянського шампанского безперервним способом. Результати наукових досліджень впроваджені на підприємствах з виробництва шампанських вин СРСР. За радянською технологією стали працювати заводи шампанських вин в ряді зарубіжних країн. Опублікував понад 200 наукових праць, в тому числі 14 книг і брошур, з них 2 монографії. Мав понад 100 авторських свідоцтв і патентів на винаходи. Ряд праць опубліковано за кордоном. Серед робіт:
- «Производство Советского шампанского непрерывным способом». — Москва, 1977 (у співавторстві з Сергієм Брусиловським);
- «Изменение активности ферментов при шампанизации вина в условиях сверхвысокой концентрации дрожжей». — «Виноделие и виноградарство СССР», 1980, № 2 (у співавторстві);
- «Особенности выдержки шампанизированного вина в резервуарах». — «Виноделие и виноградарство СССР», 1983, № 5 (у співавторстві);
- «Сборник основных правил, технологических инструкций и нормативных материалов по производству винодельческой продукции» / соавтор: Л. Н. Гордеева и другие; Министерство сельского хозяйства и продовольствия РФ, РАСХН. — Москва: Пищепромиздат, 1998;
- «Микробиологические основы технологии шампанизации вина» / соавтор Б. Б. Рейтблат; Всероссийский научно-исследовательский институту пивоваренной, безалкогольной и винодельческой промышленности. — Москва: Пищепромиздат, 2000;
- «Напитки российского рынка: справочник» / соавтор: В. Р. Алтаев и другие — Москва: ЗАО «A&C Group», 2000.

## Відзнаки
- Заслужений діяч науки Російської Федерації з 1998 року;
- Лауреат Державної премії Росії в галузі науки і техніки за 1998 рік[1].